# Герасимов, Валентин Семёнович
Валенти́н Семёнович Гера́симов (17 августа 1930, Тимкино, Пижанский район, Кировская область, РСФСР, СССР — 8 июня 1999, Йошкар-Ола, Марий Эл, Россия) — советский и российский строитель. Каменщик Строительно-монтажного управления № 2 треста «Йошкар-Оластрой» (1955—1994). Заслуженный строитель РСФСР (1980).

## Биография
Родился 17 августа 1930 года в дер. Тимкино Пижанского района Кировской области.
В 1955 году окончил школу фабрично-заводского обучения на родине.
В 1955—1994 годах — каменщик Строительно-монтажного управления № 2 треста «Йошкар-Оластрой».
В 1980 году ему присвоено почётное звание «Заслуженный строитель РСФСР». Награждён орденами «Знак Почёта», Трудовой Славы III степени, медалями.
Скончался 8 июня 1999 года в Йошкар-Оле.

## Трудовые награды и звания
- Заслуженный строитель РСФСР (1980)[1][2]
- Заслуженный строитель Марийской АССР (1969)[1][2]
- Орден «Знак Почёта» (1974)[1][2]
- Орден Трудовой Славы III степени (1977)[1][2]
- Медаль «За доблестный труд. В ознаменование 100-летия со дня рождения Владимира Ильича Ленина»